# Mouhijärvi
Mouhijärvi is een voormalige gemeente in de Finse provincie West-Finland en in de Finse regio Pirkanmaa.
In 2009 fuseerde Mouhijärvi met Vammala en Äetsä tot de nieuwe gemeente Sastamala.
De gemeente Mouhijärvi had een totale oppervlakte van 254 km² en telde 3064 inwoners in 2007.
Akaa · Hämeenkyrö · Ikaalinen · Juupajoki · Kangasala · Kihniö · Lempäälä · Mänttä-Vilppula · Nokia · Orivesi · Parkano · Pirkkala · Punkalaidun · Pälkäne · Ruovesi · Sastamala · Tampere · Urjala · Valkeakoski · Vesilahti · Virrat · Ylöjärvi
Voormalige gemeenten:
Äetsä · Aitolathi · Eräjärvi · Ikaalisten maalaiskunta · Karkku · Kiikka · Kuhmalahti · Kuorevesi · Kuru · Kylmäkoski · Längelmäki · Luopioinen · Mänttä · Messukylä · Mouhijärvi · Pohjaslavi · Sääksmäki · Sahalahti · Suodenniemi · Suoniemi · Teisko · Toijala · Tottijärvi · Tyrvää · Vammala · Viiala · Viljakkala · Vilppula